# Marcus Wallén
Marcus Wallén, född 15 februari 1972 i Mariehamn, är en åländsk författare och journalist, uppväxt både i Sverige och på Åland. Under 22 år var han anställd av kvällstidningen Expressen. I dag är han bosatt i Mariehamn.

## Biografi
2019 debuterade han med faktaboken Naziguldet och de invigdas hemlighet, som handlar om naziguldet, nazisternas plundring av Europa under andra världskriget och vad som hände med den tyska riksbanksskatten efteråt. I juli 2022 släpptes han andra bok, Falkens flykt och den stora evakueringen över Östersjön 1943–1944, som handlar om den tyske SS-officeren Ludwig Lienhard och estlandssvenskarnas flykt till Sverige under andra världskriget.